# (46441) Mikepenston
(46441) Mikepenston est un astéroïde de la ceinture principale.

## Description
(46441) Mikepenston est un astéroïde de la ceinture principale. Il fut découvert le 10 juin 2002 à Fountain Hills (Arizona) par Charles W. Juels et Paulo R. Holvorcem. Il présente une orbite caractérisée par un demi-grand axe de 2,63 UA, une excentricité de 0,17 et une inclinaison de 12,1° par rapport à l'écliptique.

## Compléments